# Transport w Legnicy
Transport w Legnicy odbywa się po sieci dróg kołowych oraz państwowych linii kolejowych. 
Legnica posiada bezpośredni dostęp do dróg szybkiego ruchu, krajowych, wojewódzkich, powiatowych i gminnych. Drogi zajmują 7% powierzchni miasta. Legnica jest objęta zakazem tranzytowego ruchu pojazdów ciężarowych o dopuszczalnej masie całkowitej powyżej 12 ton. Stacja kolejowa Legnica stanowi istotny węzeł kolejowy na magistralnej linii kolejowej E 30. Wojewódzki Szpital Specjalistyczny w Legnicy posiada heliport, a najbliższy port lotniczy (Wrocław-Strachowice) jest oddalony od miasta o 70 kilometrów. 

## Transport drogowy

### Infrastruktura drogowa
Pod Legnicą znajduje się skrzyżowanie dróg szybkiego ruchu (węzeł Legnica Południe):
- autostrady A4 (dostęp do miasta z węzła: Legnica Wschód),
- drogi ekspresowej S3 (dostęp do miasta z węzła: Legnica Północ i Legnica Zachód).

W granicach Legnicy, oprócz dróg szybkiego ruchu, zbiegają się następujące drogi krajowe i wojewódzkie:
- droga krajowa nr 94 (Zgorzelec – Medyka)[3],
- droga wojewódzka nr 364 (Jelenia Góra – Legnica)[3],
- droga wojewódzka nr 323 (Leszno - Bolków) w dawnym przebiegu drogi krajowej nr 3[4][3].

Samorządowe władze Legnicy zabiegają o przeniesienie przebiegu drogi krajowej nr 94 na obwodnicę, wznoszoną z przerwami od kilkunastu lat (obwodnica zachodnia i obwodnica południowo-wschodnia). Zakładany przebieg obwodnicy przez Osiedle Piekary wywołuje protesty mieszkańców osiedla.
Przez Legnicę wytyczono 55,5 km dróg powiatowych. Pozostałych 196,6 km ulic zakwalifikowano jako drogi gminne.
Legnica posiada wybudowaną w latach 1974-1978 „obwodnicę śródmiejską” - ring ulic zbiorczych o dwóch pasach ruchu w każdą stronę wokół Starego Miasta. Na wielu skrzyżowaniach w mieście (ponad 40) działa sygnalizacja świetlna. Pracą sygnalizacji, tablic zmiennych treści, systemów parkingowych steruje system zarządzania ruchem.
Łącznie, sieć drogowa Legnicy wynosi 281,3 kilometrów. 
Władze samorządowe Legnicy podczas modernizacji ulic wdrażają uspokojenie ruchu m.in. poprzez wprowadzenie na osiedlach stref „tempo 30”, skrzyżowań równorzędnych, zwężanie ulic przelotowych i budowę rond.
Według informacji z 2016 roku, w mieście znajdowało się około 7 000 miejsc parkingowych. 5 250 miejsc było bezpłatnych, ok. 1 000 znajdowało się na płatnych parkingach strzeżonych. W mieście funkcjonuje strefa płatnego parkowania, którą objęto ok. 1 000 miejsc.

#### Mosty
- Na rzece Kaczawie znajduje się 6 mostów w tym jeden most neobarokowy, znajdują się także dwie kładki i dwa mosty kolejowe.
- Na rzece Czarna Woda znajdują się trzy mosty, dwa mosty znajdują się na obwodnicy miasta – droga ekspresowa S3, w dzielnicy Piątnica i Czarna Woda znajdują się dwa mosty kolejowe.
- Na rzece Wierzbiak znajdują się cztery mosty oraz jeden kolejowy.

U granicy miasta przebiega autostrada A4, na której znajdują się 4 mosty, w mieście znajduje się ok. 50 innych mostów i wiaduktów.

#### Ruch wewnątrzmiejski
Główne ulice miejskie to:

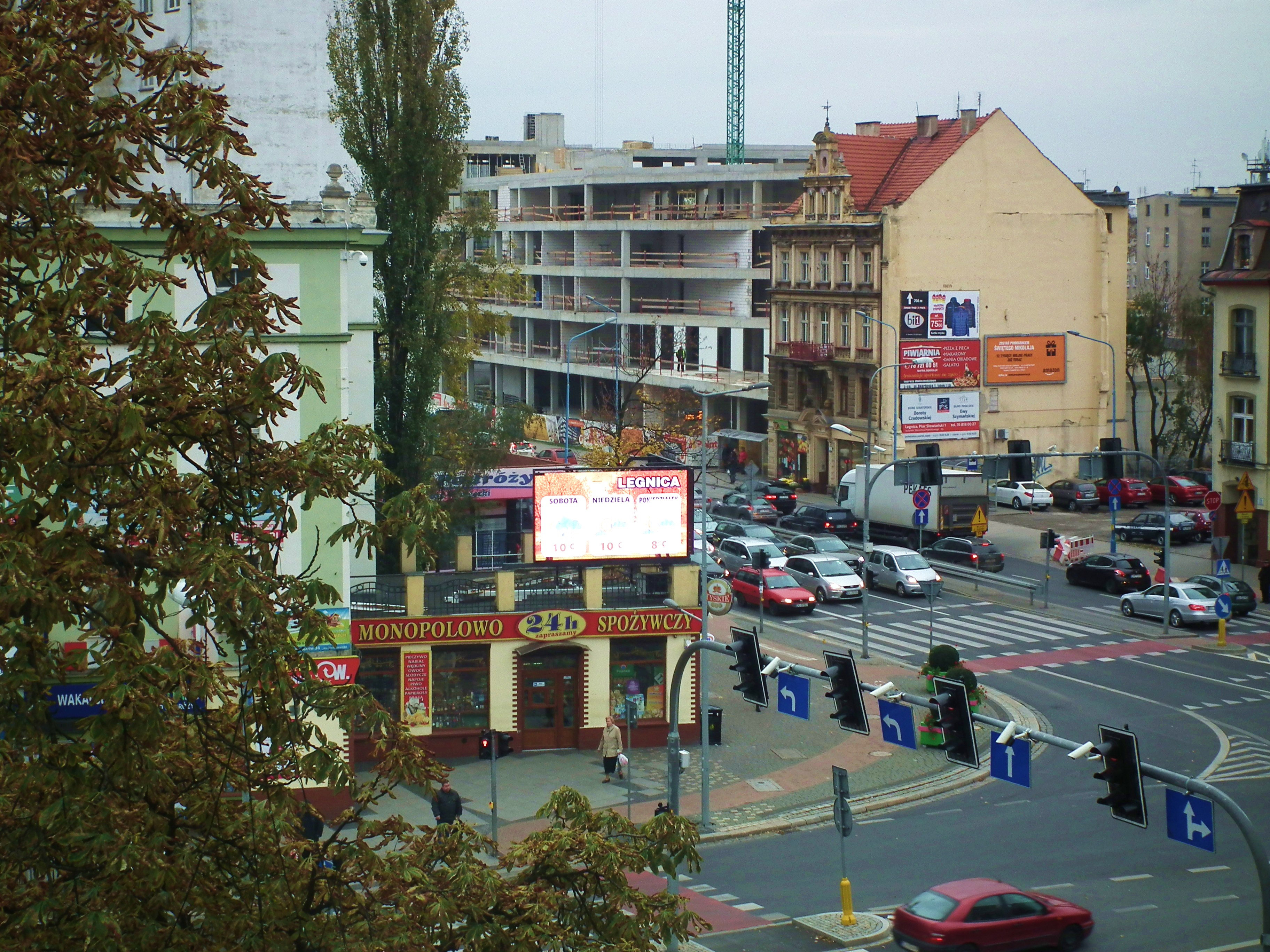
Skrzyżowanie ulicy Libana i Wrocławskiej (fragment pierścienia dookoła staromiejskiego centrum).

- pierścień dookoła staromiejskiego centrum tworzony przez ulice: Libana, plac Wilsona, Witelona, plac Słowiański, Skarbka, Muzealną, plac Wolności, Dziennikarską, Piastowską i Pocztową – tzw. mała obwodnica,
- oś wschód-zachód tworzona przez: aleję Marszałka Józefa Piłsudskiego, ul. II Armii Wojska Polskiego i fragment ul. Wrocławskiej,
- oś północ-południe tworzona przez: ul. Moniuszki, al. Rzeczypospolitej, ul. Zamiejską, ul. Nowodworską
- inne główne ulica miasta: Złotoryjska, Jaworzyńska, Gniewomierska, Zachodnia, Czarnieckiego, Kartuska, Chojnowska, Poznańska, Koskowicka, Sikorskiego, Piłsudskiego, Sudecka, Iwaszkiewicza, Głogowska, Bydgoska, Myrka, Szczytnicka, Pątnowska, Asnyka, Marynarska, Wielkiej Niedźwiedzicy, Senatorska oraz zachodnia obwodnica miasta[10].

### Transport indywidualny

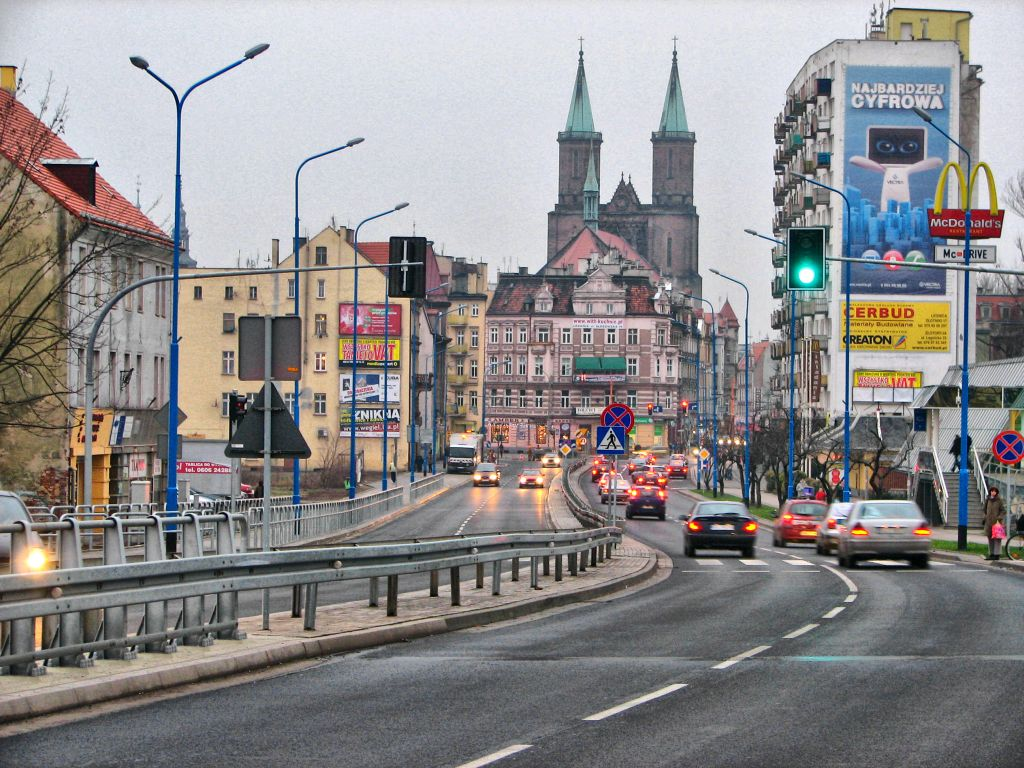
Ulica Wrocławska w Legnicy

Według Głównego Urzędu Statystycznego 2016 roku w Legnicy na 1000 mieszkańców przypadało 495 samochodów osobowych. Jednocześnie, w 2017 roku według informacji Polskiego Radia Wrocław w mieście było zarejestrowanych 120 000 pojazdów. Liczba pojazdów przypadających na jednego mieszkańca należy w Legnicy do najwyższych w Polsce.
Stare Miasto, część Tarninowa i osiedla im. Mikołaja Kopernika są objęte strefą płatnego parkowania. W strefie znajduje się 1040 miejsc parkingowych i 51 parkomatów.
Część Starego Miasta stanowi strefę pieszą.
We wrześniu 2017 r. w Polskim Radiu Wrocław ogłoszono zamiar pobierania opłat za wjazd samochodów indywidualnych do centrum. Urząd Miasta zdementował wiadomość, jednak w wieloletnim programie ochrony środowiska w mieście zawarto zapisy przewidujące wprowadzenie opłat.
W Legnicy znajduje się 221 przystanków autobusowych, w tym 208 należących do miasta oraz 13 przystanków na terenach prywatnych. 

### Komunikacja miejska
W Legnicy funkcjonuje od 1898 roku komunikacja miejska, od 1968 roku obsługiwana wyłącznie autobusami. Połączenia na obszarze miasta i współpracujących gmin organizuje Urząd Miasta Legnicy. Operatorem połączeń jest Miejskie Przedsiębiorstwo Komunikacyjne, od 2017 roku podmiot wewnętrzny gminy Legnica. Spółka świadczy usługi na rzecz Legnicy na podstawie umowy ważnej do 2027 roku.
Łączna praca eksploatacyjna komunikacji miejskiej w Legnicy wyniosła ok. 3,3 mln wozokilometrów.
Według stanu na rok 2016 komunikacją miejską odbywało się 25,86% wszystkich podróży niepieszych w obrębie miasta.

### Połączenia regionalne

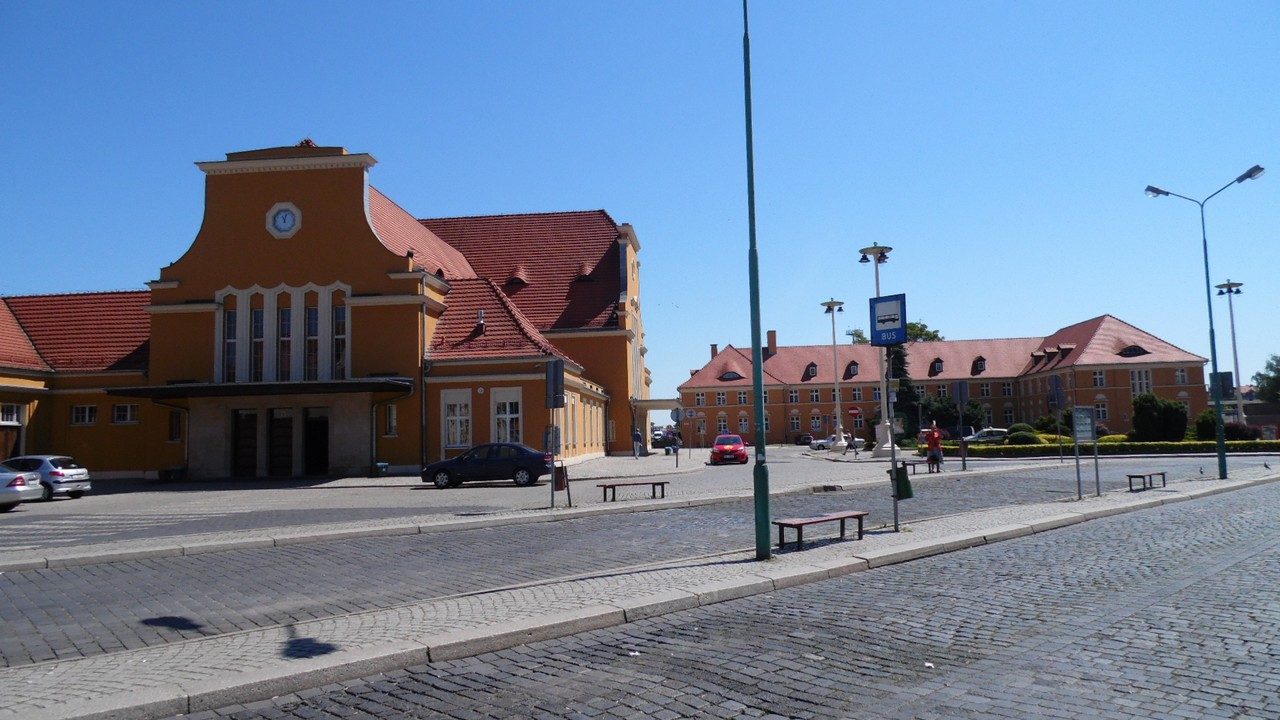
Gmach dworca kolejowego oraz przystanki transportu regionalnego

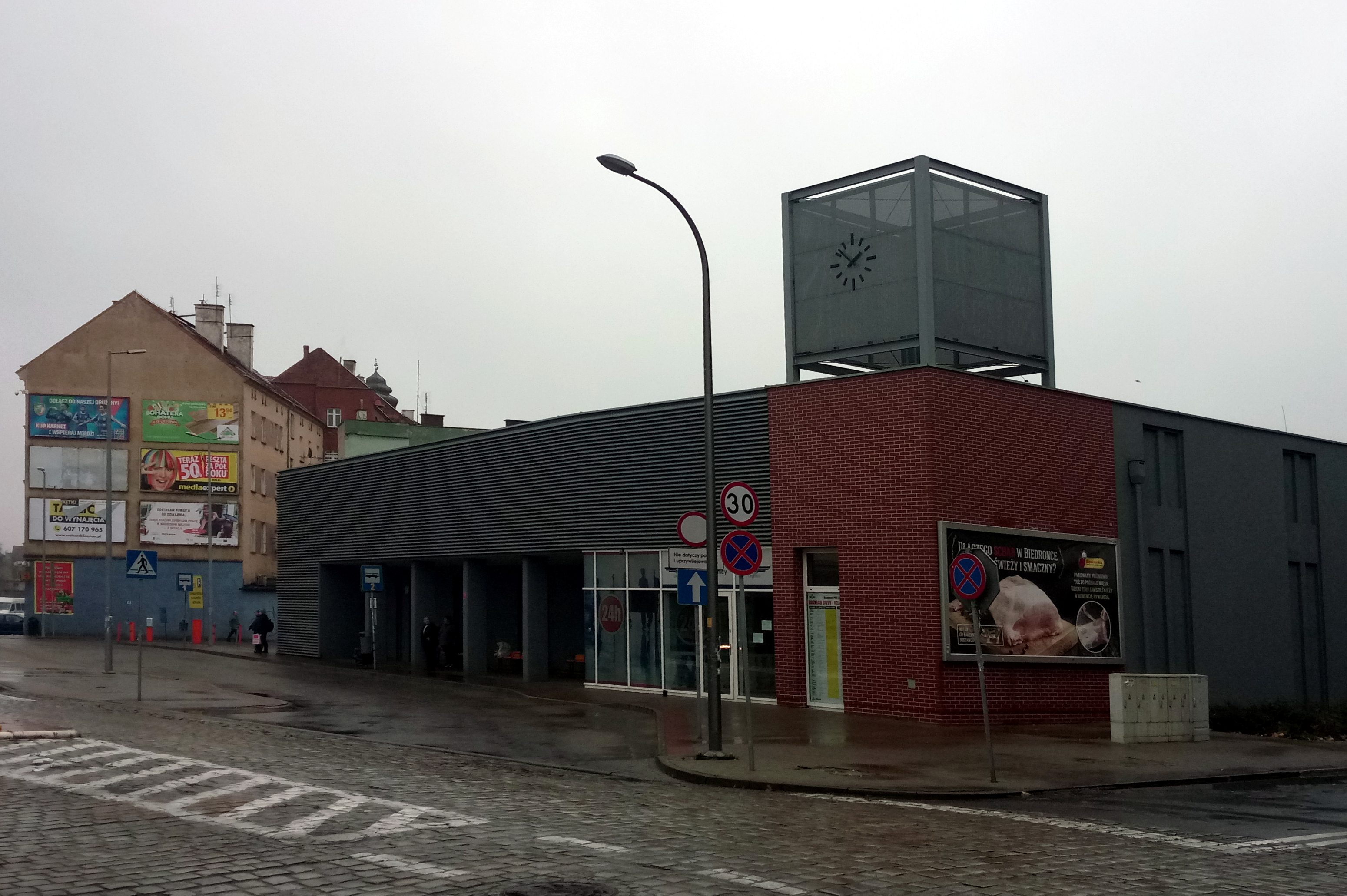
Przystanek dworcowy PKS

W ramach publicznego transportu zbiorowego organizowanego na zlecenie gmin przez Legnicę, funkcjonują linie podmiejskie komunikacji miejskiej Legnicy do miejscowości na obszarze gmin Kunice, Legnickie Pole, Miłkowice i Prochowice.
Większość połączeń regionalnych obsługują autokarami i mikrobusami prywatni przewoźnicy drogowi. Przewoźnicy realizują połączenia z Legnicy do ośrodków dawnego województwa legnickiego oraz miejscowości powiatu legnickiego. Główny przystanek „busów” znajduje się na placu pomiędzy stacją kolejową a dawnym dworcem autobusowym, gdzie istnieją również przystanki i punkt sprzedaży biletów komunikacji miejskiej. Przewoźnicy zatrzymują się również na przystankach na terenie miasta, szczególnie w pobliżu Wojewódzkiego Szpitala Specjalistycznego oraz Państwowej Wyższej Szkoły Zawodowej.
Według stanu na rok 2016 funkcjonowały połączenia przewoźników drogowych z następującymi miejscowościami (wyszczególniono miejscowości docelowe):

- Dąbie[2],
- Chojnów[2],
- Głogów[2],
- Janowice Duże[2],
- Jawor[2],
- Legnickie Pole[2],
- Lubiąż[2],
- Lubin[2],
- Miłkowice[2],
- Prochowice[2],
- Przemków[2],
- Polkowice[2],
- Szczytniki nad Kaczawą[2],
- Ujazd Górny[2],
- Winnica[2],
- Złotoryja[2]

.
Przedsiębiorstwo Komunikacji Samochodowej „Trans-Pol”, wywodzące się z założonych w 1945 roku struktury terenowych Państwowej Komunikacji Samochodowej, w 2017 roku przeniosło swoją siedzibę do Jawora. Według stanu na listopad 2018 r. przewoźnik obsługuje w granicach Legnicy wyłącznie linię z Jawora.

### Połączenia dalekobieżne
Legnica jest przystankiem linii autokarowych przewoźników dawnej Państwowej Komunikacji Samochodowej, łączących miasta wojewódzkie z miejscowościami wypoczynkowymi w Sudetach i nad Morzem Bałtyckim. Linie dawnej PKS korzystają z przystanku dworcowego istniejącego w miejscu dawnego dworca PKS.
Na przystanku dworcowym zatrzymują się również autokary sieci połączeń Flixbus kursujące w kierunku Berlina i Warszawy.

### Dworzec autobusowy
Przy ulicy Dworcowej w Legnicy znajduje się przystanek dworcowy, należący do prywatnej firmy deweloperskiej. Przystanek wzniesiono w 2014 roku jako dworzec autobusowy, na tyłach dyskontu spożywczego, który zajął miejsce zaniedbanego dworca z lat 60. XX wieku. Istniejące na dworcu dwa stanowiska przystankowe dzierżawi przedsiębiorstwo PKS „Trans-Pol” z Jawora (d. PKS Legnica). Z przystanków według stanu na listopad 2018 r. korzystają nieliczni przewoźnicy wywodzący się z dawnej Państwowej Komunikacji Samochodowej oraz firma Flixbus.

### Taksówki
W Legnicy poruszają się i świadczą usługi taksówki osobowe zrzeszone w korporacjach bądź należące do osób prywatnych. W 2017 roku w Legnicy było wydanych 201 licencji taksówkarskich..

## Transport kolejowy

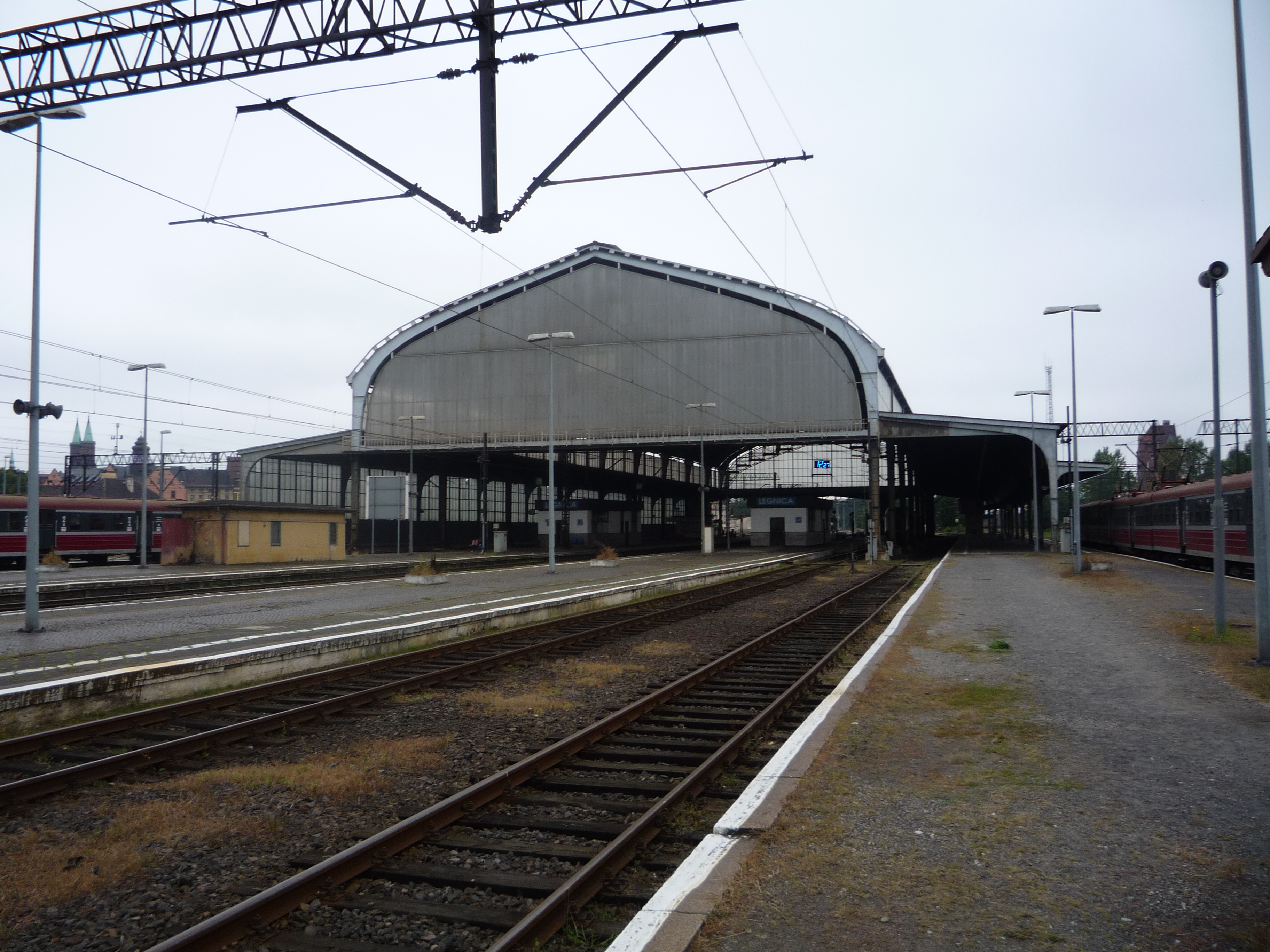
Perony pasażerskie stacji Legnica

Legnicki węzeł kolejowy, rozumiany jako zbiór linii kolejowych łączących się ze sobą w granicach miasta, składa się z pięciu linii (oznaczenia współczesne):
- 137 Katowice - Legnica (283,905 km),
- 275 Wrocław Muchobór - Gubinek (część magistrali E30; d. Wrocław Muchobór - Guben),
- 284 Legnica - Jerzmanice Zdrój (d. Legnica - Pobiedna granica państwa),
- 289 Legnica - Rudna Gwizdanów,
- 382 Legnica - Pątnów Legnicki (d. Legnica - Kobylin)[20].

Stacje i przystanki kolejowe w granicach Legnicy:
- Legnica[20],
- Legnica Piekary[20],
- Nowa Wieś Legnicka[20],

Istnieje również dawna stacja Legnica Północna, formalnie włączona w obręb stacji Legnica.
Według stanu na rok 2018, przez Legnicę kursują pociągi osobowe spółki Koleje Dolnośląskie oraz dwie pary pociągów PKP Intercity kategorii IC łączące Dolny Śląsk z Warszawą.
Legnicki węzeł kolejowy można ominąć linią kolejową nr 296 Wielkie Piekary - Miłkowice, jest to tzw. obwodnica towarowa Legnicy.

## Heliport
Od 2011 roku Wojewódzki Szpital Specjalistyczny w Legnicy dysponuje lądowiskiem sanitarnym.